# Vztrajnostni moment
Másni vztrájnostni momênt je skalarna fizikalna količina, določena kot sorazmernostni koeficient med navorom in kotnim pospeškom pri vrtenju togega telesa okrog nepremične osi. Vztrajnostni moment je pri krožnem gibanju ekvivalent mase pri translaciji. Količina nastopa v drugem Newtonovem zakonu in enačbi za gibalno količino za vrtenje in v enačbi za vrtilno kinetično energijo, kjer navor, kotna hitrost in kotni pospešek zamenjajo silo, hitrost in pospešek. 
Vztrajnostni moment se v slovenski literaturi po navadi zapiše s črko {\displaystyle J\!\,}, v tujejezični pa s črko I. Loči se tudi vztrájnostni momênt plòskve, tega pa se zapiše s črko {\displaystyle I\!\,}.

## Masni vztrajnostni moment
Vztrajnostni moment (tudi masni vztrajnostni moment, za razliko od vztrajnostnega momenta ploskve) telesa je odvisen od njegove oblike in porazdelitve mase znotraj te oblike: več mase leži stran od osi vrtenja, večji je vztrajnostni moment. Za dano maso m in polmer r imamo glede na povečanje vztrajnostnega momenta togo kroglo in valj, ter votlo kroglo in valj cmr2, s c = 2/5, 1/2, 2/3 in 1. Splošno enačbo za vztrajnostni moment zapišemo z integralom.
Vztrajnostni moment točkastega telesa z maso m, ki kroži po krožnici s polmerom r, je enak:
{\displaystyle J=mr^{2}\!\,.}
Togo telo se lahko predstavlja kot neskončno število neskončno majhnih delcev, ki ima vsak maso {\displaystyle m_{i}}. Če je vsak del delec na razdalji {\displaystyle r_{i}} od določene osi vrtenja, je vztrajnostni moment trdnega telesa okrog te osi dan z:
{\displaystyle J=\sum _{i}r_{i}^{2}m_{i}\!\,.}
Zvezna porazdelitev mase zahteva neskončno vsoto vseh masnih točk. To se doseže z integriranjem vseh mas {\displaystyle \mathrm {d} m} v trorazsežnem prostoru:
{\displaystyle J=\int r_{\perp }^{2}\,\mathrm {d} m\!\,.}
{\displaystyle \operatorname {d} \!m\!\,} je določena s prostorsko porazdelitvijo gostote {\displaystyle \rho \!\,}:
{\displaystyle \operatorname {d} \!m=\rho \operatorname {d} \!V\!\,.}
Telesa so pri tem homogena, gostota je tako po vsem telesu konstantna.
Vztrajnostni momenti so aditivni.

## Vztrajnostni moment ploskve
Aksialni vztrajnostni moment ploskve je vsota elementarnih ploščin in kvadratov razdalj njihovih težišč od izbrane osi, npr. od osi x ali y:
{\displaystyle I_{x}=\int y^{2}\,\operatorname {d} \!S\;;\qquad \qquad I_{y}=\int x^{2}\,\mathrm {d} S\!\,.}
Vztrajnostni moment ploskve je vedno pozitiven.

## Masni vztrajnostni momenti nekaterih preprostih teles
| ponazoritev  | enačba/vrednost | zgledi                                            |
| Točasto telo | točkasto telo pri vrtenju okrog lastne osi (telesna os) {\displaystyle 0\!\,} |                                                   |
|              | točkasto telo pri kroženju (zunanja os x) {\displaystyle J_{x}=mr^{2}\!\,} | nitno nihalo                                      |
|              | plašč valja (simetrijska os) {\displaystyle J_{z}=mr^{2}\!\,} |                                                   |
|              | (pravokotna os na sredi) {\displaystyle J_{x}=J_{y}={1 \over 2}mr^{2}+{1 \over 12}mh^{2}\!\,} |                                                   |
|              | valj (simetrijska os) {\displaystyle J_{z}={1 \over 2}mr^{2}\!\,} |                                                   |
|              | valj (tvorilkina os ζ) {\displaystyle J_{\zeta }={3 \over 2}mr^{2}\!\,} |                                                   |
|              | (pravokotna os na sredi) {\displaystyle J_{x}=J_{y}={1 \over 4}mr^{2}+{1 \over 12}mh^{2}\!\,} |                                                   |
|              | (poljubna os pod kotom φ) {\displaystyle J_{\varphi }={1 \over 12}m\left[3r^{2}(1+\cos ^{2}\varphi )+h^{2}\sin ^{2}\varphi \right]\!\,} |                                                   |
|              | votel valj (simetrijska os) {\displaystyle J_{z}={1 \over 2}m(R^{2}+r^{2})\!\,} |                                                   |
|              | tanka palica (pravokotna os na sredi) {\displaystyle J_{x}=J_{y}={1 \over 12}ml^{2}\!\,} |                                                   |
|              | tanka palica (pravokotna os skozi krajišče) {\displaystyle J_{K}={1 \over 3}ml^{2}\!\,} |                                                   |
|              | kvadratna piramida (simetrijska os) {\displaystyle J_{z}={1 \over 10}ma^{2}\!\,} |                                                   |
|              | kvadratna piramida (pravokotna os skozi težišče) {\displaystyle J_{x}=J_{y}={1 \over 20}m\left[a^{2}+{3 \over 4}h^{2}\right]\!\,} |                                                   |
|              | plašč stožca (simetrijska os) {\displaystyle J_{z}={1 \over 2}mr^{2}\!\,} |                                                   |
|              | stožec (simetrijska os) {\displaystyle J_{z}={3 \over 10}mr^{2}\!\,} |                                                   |
|              | stožec (pravokotna os skozi težišče) {\displaystyle J_{x}=J_{y}={3 \over 20}m\left[r^{2}+{1 \over 4}h^{2}\right]\!\,} |                                                   |
|              | krogelna lupina (tanke stene) (simetrijska os) {\displaystyle J_{z}=J_{x}=J_{y}={2 \over 3}mr^{2}\!\,} |                                                   |
|              | krogla (simetrijska os) {\displaystyle J_{z}=J_{x}=J_{y}={2 \over 5}mr^{2}\!\,} |                                                   |
|              | votla krogla (simetrijska os) {\displaystyle J_{z}=J_{x}=J_{y}={2 \over 5}m{{R^{5}-r^{5}} \over {R^{3}-r^{3}}}\!\,} |                                                   |
|              | svitek (simetrijska os) {\displaystyle J_{z}=m\left[R^{2}+{3 \over 4}r^{2}\right]\!\,} |                                                   |
|              | svitek (pravokotna os skozi težišče) {\displaystyle J_{x}=J_{y}={1 \over 8}m\left(4R^{2}+5r^{2}\right)\!\,} |                                                   |
|              | eliptični svitek (simetrijska os) |                                                   |
|              | eliptični svitek (pravokotna os skozi težišče) |                                                   |
|              | kocka (simetrijska os) {\displaystyle J_{z}=J_{x}=J_{y}={1 \over 6}ma^{2}\!\,} |                                                   |
|              | kvader {\displaystyle J_{z}={1 \over 12}m(a^{2}+b^{2})\!\,} |                                                   |
|              | {\displaystyle J_{x}={1 \over 12}ma^{2}\!\,} |                                                   |
|              | sploščen rotacijski elipsoid (sploščeni sferoid) (a = r, b = c = r(1 + ε) a > c) (polarna os) {\displaystyle J_{z}={2 \over 5}mr^{2}(1+\varepsilon )^{2}\!\,}                                                                                     | vrtenje Zemlje, planeta, nevtronske zvezde        |
|              | sploščen rotacijski elipsoid (sploščen sferoid) (a < c) (ekvatorski osi) raztegnjen rotacijski elipsoid (raztegnjen sferoid) (glavna os) {\displaystyle J_{x}=J_{y}={1 \over 5}mr^{2}(1+(1+\varepsilon )^{2})\!\,}                                |                                                   |
|              | elipsoid (glavna os) {\displaystyle J_{x}={1 \over 5}m\left(b^{2}+c^{2}\right)\!\,} elipsoid (y-os) {\displaystyle J_{y}={1 \over 5}m\left(a^{2}+c^{2}\right)\!\,} elipsoid (z-os) {\displaystyle J_{z}={1 \over 5}m\left(a^{2}+b^{2}\right)\!\,} | dinamični model gibanja jedra Halleyjevega kometa |